# William Prieto Daza
William Prieto Daza (ur. 26 grudnia 1974 w Bogocie) – kolumbijski duchowny katolicki, biskup San Vicente del Caguán od 2024.

## Życiorys
Święcenia kapłańskie otrzymał 21 marca 2013 i został inkardynowany do archidiecezji Villavicencio. Przez kilka lat pracował jako wikariusz, a w 2018 został proboszczem parafii pw. Maryi Matki Kościoła w Villavicencio oraz wikariuszem generalnym archidiecezji. W 2023 został mianowany proboszczem parafii w Restrepo i zwolniony z obowiązków wikariusza generalnego.
5 lipca 2024 papież Franciszek mianował go ordynariuszem diecezji San Vicente del Caguán. Sakry udzielił mu 25 września 2024 nuncjusz apostolski w Kolumbii – arcybiskup Paolo Rudelli.